# Räfsteting
Ett räfsteting (fornsvenska ræfsta þing, av ræfst) var från medeltiden ett av de ting i Sverige, där kungens domsrätt utövades.
Det är oklart om någon domsrätt ursprungligen tillkom Sveriges kung. Det sannolika torde vara, att denna domsrätt uppstod parallellt med kungens ökade maktbefogenheter och utvecklade sig ur hans rätt och plikt att "frid hålla och lag styrka".

## Landskapslagarna
I den äldre Västgötalagen finns knappast något, som tyder på att kungen skulle ha högsta domsrätt. Men redan i den yngre Västgötalagen föreskrivs, att två ræfsinga þing – på vilka sannolikt dom på kungens vägnar dömdes – skulle hållas varje år. Enligt Östgötalagen skulle dock räfst (kunungxræfst) hållas endast vart tredje år, men därmed avsågs sannolikt endast det längsta uppehållet mellan två räfster. I Svealagarna är kungens domsrätt redan fullt utbildad. Ordet "räfsteting" används visserligen inte, men i samband med edsöreslagarnas utfärdande fick kungens dömande befogenheter särskild betydelse.

## 1300-talet
Magnus Eriksson föreskrev 1344, i den så kallade Uppsalastadgan, att i varje lagsaga skulle finnas en tolvmannanämnd, utsedd av kungen och "landsmännen". Nämnden skulle se till att de "som allmogen ofreda" kom under konungens räfst. Genom en ny stadga 1346 (den s.k. Upplandsstadgan) fick denna "konungsnämnd", rätt att själv döma i sådana mål (på kungens vägnar), men Magnus Erikssons landslag återupplivade 1344 års bestämmelser om dess kompetens. Om dessa blivit bestående, hade Sverige kunnat få en inrättning, liknande Englands anklagelsejury, men genom Kristofers landslag flyttades konungsnämnden in i själva räfstetinget, och kom att där motsvara den vanliga engelska juryn. Vid räfstetingsinstitutionens förfall förlorade konungsnämnden också i denna mening sin relevans.
I en annan stadga av Magnus Eriksson, den så kallade Tälje stadga av 1345, kallades den kungliga domstolen rättarting. Däri föreskrevs nämligen att, när kungen själv, eller de som äger att döma på hans vägnar, önskar "sin rættæræting haldæ vm alt riket", då skall det kungöras i vart landskap sex veckor i förväg. Detta stadgande upptogs i Magnus Erikssons landslag (Thingmålabalken 39), vars innehåll anges med följande ord: "Nu vm kunungx ræfst huru hon ægher vara". Det verkar som om konungsräfsten och rättartinget står för samma sak i denna lag. Vid dessa ting avdömdes inte bara brottmål utan även civila mål.
I avseende på vissa mål, särskilt edsöresmål, hade konungstingen uteslutande kompetens. Den nämnd, som här avgjorde faktum, utsågs med parternas och häradsmännens bifall av häradshövdingen (som själv skulle sitta i nämnden) till ett antal av tolv män av häradet, av vilka hälften skulle vara "hovmän" och hälften bönder.

## 1400-talet
Erik av Pommern ville avskaffa lagmanstingen och ersätta dessa med räfsteting. I en stadga av 1413 föreskrev han nämligen, att lagmansting inte längre skulle hållas, men att däremot räfsteting skulle hållas på bestämda tider i varje lagsaga, i allmänhet två gånger om året (således bli lagtima och ej urtima såsom enligt Magnus Erikssons landslag). På dem skulle domsrätten utövas av biskopen, två av kapitlet, lagmannen och sex av kungen utsedda frälsemän.
Kristofers landslag återinförde emellertid lagmanstingen, men skilde mellan räfste- och rättarting, av vilka de förra blev lagtima, de senare urtima. Dels stadgades det nämligen att ræfst eller landztingh skulle hållas åtminstone en gång om året i varje lagsaga. Kunde kungen ej själv närvara, skulle biskopen och två av hans kapitel, lagmannen och två av riksens råd eller andra goda friborna män ha makt att döma i kungens frånvaro. 
Den nämnd, som på dessa räfsteting skulle fälla avgörandet, var, som ovan omtalats, konungsnämnden. Dels stadgas att, om kungen eller de, som dömer på hans vägnar, önskar hålla rättareting, då skall det brevledes kungöras i landskapet sex veckor i förväg. Vid dessa rättarting skulle häradshövding utse nämnd: tolv män av häradet, hälften hovmän och hälften bönder och landbor, goda bolfasta män, som vederdelomän och häradsmän godtog. Till räfstetingen, men ej till rättartingen hörde särskilt högförräderimål och nästan alla brott mot konungsbalken.
Skillnaden mellan räfsteting och rättarting hade sannolikt inte i verkligheten någon större betydelse. För övrigt förefaller dessa konungsting i stort mot slutet av medeltiden mer och mer ha råkat i förfall. Det blev i stället allt vanligare under loppet av 1400-talet, att den högsta domsrätten utövades av kungen eller riksföreståndaren jämte rådet på herredagar eller rådsmöten, eller att rådet ensamt dömde kungens dom. Den påtagliga bristen på stadgad ordning och enhetlighet i rättskipningen ledde slutligen, efter flera misslyckade försök till införande av större stadga i den högsta domsrättens utövning, till upprättandet av Svea hovrätt 1614. 
De gamla konungstingen anses vara upphävda genom den 1615 utfärdade "Rättegångsprocessen", där (§ 20) det heter, att "för thenne vår konungzlige hoffrätt och öfverste doom skola införas, cognosceras och ändtligen slijtas" bland annat "alle ärender, som aff konungens nämbd pläga ransakas och dömas å räfst eller landz-ting, thesslijkes å rättare-ting".
Räfsteting motsvarades i Danmark av Kongens ting.